# Petrîkivka, Solone
Petrîkivka (în ucraineană Петриківка) este un sat în comuna Oleksandropil din raionul Solone, regiunea Dnipropetrovsk, Ucraina.

## Demografie
Componența lingvistică a localității Petrîkivka
     Ucraineană (97,07%)
     Rusă (2,32%)
Conform recensământului din 2001, majoritatea populației localității Petrîkivka era vorbitoare de ucraineană (97,07%), existând în minoritate și vorbitori de rusă (2,32%).